# Summerhill (County Meath)
Summerhill (irisch Cnoc an Línsigh) ist ein Dorf im County Meath in der Provinz Leinster in Irland. Zur Volkszählung 2022 hatte es 947 Einwohner.

## Name
Bis 1667 hieß der Ort Knock (deutsch: Hügel) bzw. Lynchs’ Knock, wie sich noch an dem irischen Namen ablesen lässt. Das Gebiet gehörte der normannisch-irischen Familie Lynch (de Línse). Als das Land in das Eigentum der Langford-Familie gelangte, wurde der Ort umbenannt. Die Familie ließ auch Summerhill House (1970 vollständig beseitigt) in der Nähe der früheren Burganlage errichten.

## Geschichte

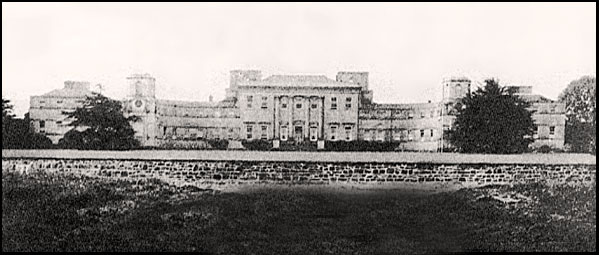
Früheres Summerhill House

Der frühere Sitz der Lynch-Familie wurde dem Bischof Henry Jones, der als Generalstabschef der Armee Oliver Cromwells diente, übertragen. Jones verkaufte Summerhill und zahlreiche Gemarkungen an Sir Hercules Langford.
Südlich der heutigen Siedlung in der Gemarkung Summerhill Demesne befand sich die Burg bzw. das Schloss der Lynchs Castle. Bis in die 1730er Jahre stand das Schloss leer. Hercules Langford Rowley, Vater von Hercules Rowley, 2. Viscount Langford, ließ dort das Summerhill House erbauen. Der Schlossrest blieb als Folly bestehen. Errichtet wurde Summerhill House durch Edward Lovett Pearce und Richard Cassels.
Mehrfach wurden Brände an Summerhill House gelegt. Am 4. Februar 1921 wurde der Palast durch die IRA geplündert, vollständig zerstört und niedergebrannt, nachdem gerüchteweise verbreitet wurde, dass Summerhill House für Unterstützungseinheiten der Briten genutzt würde.
Die Ruinen wurden 1970 vollständig abgetragen.

## Geografie
Summerhill liegt etwa zehn Kilometer südsüdöstlich von Trim und etwa 38 Kilometer westnordwestlich des Dubliner Stadtzentrums. Summerhill gehört zum Municipal District of Trim. Die Regionalstraßen R158 von Trim Nach Kilcock und die R156 von Mullingar nach Dunboyne kreuzen hier.
Die nächsten Orte sind durch den Bus Éireann erreichbar.

## Sehenswürdigkeiten

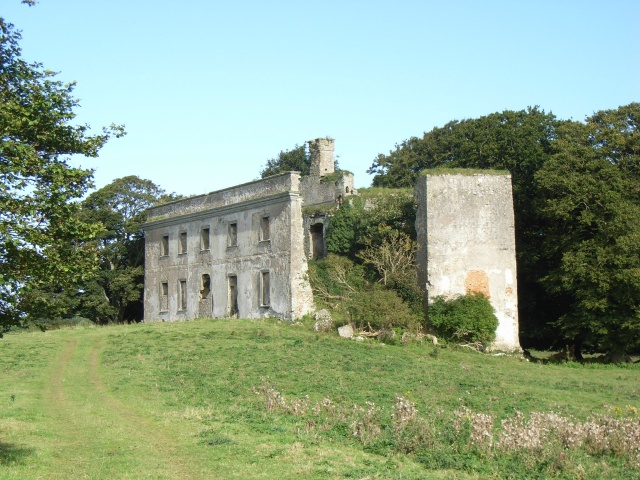
Dagan Castle

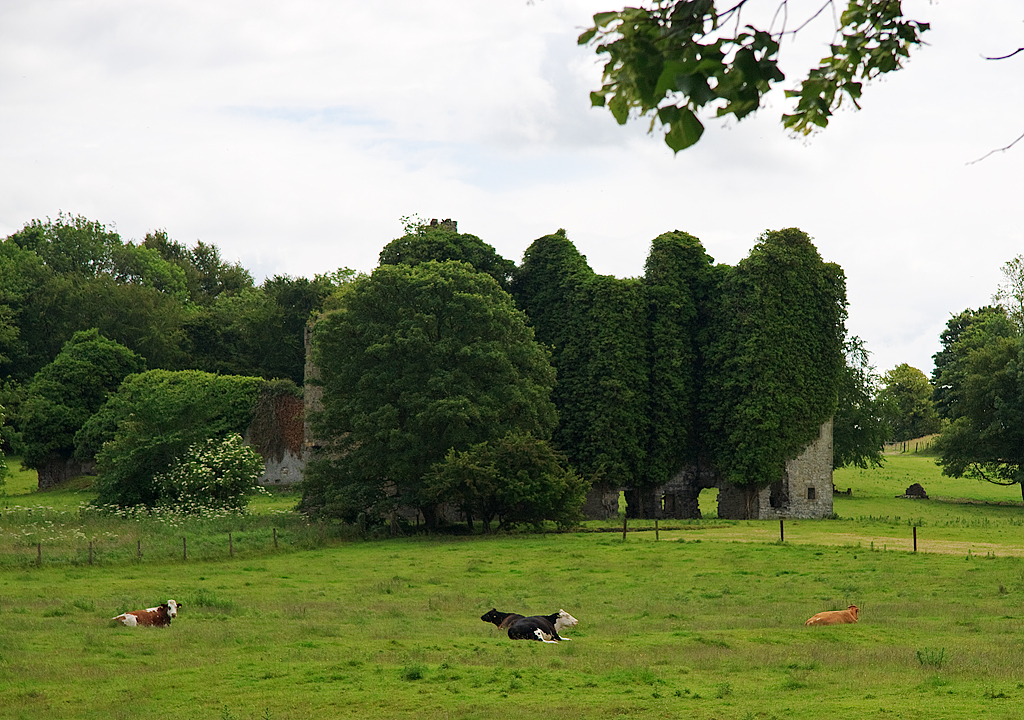
Lynchs’ Castle

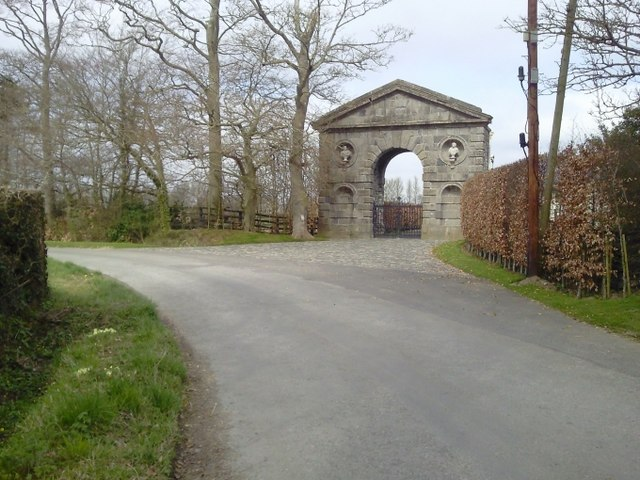
Dolly’s Grove (Einfahrt zum früheren Summerhill House)

- Lynchs’ Castle: die Ruinen sind noch sichtbar
- Dangan Castle, etwa drei Kilometer nordnordwestlich von Summerhill. Arthur Wellesley, 1. Duke of Wellington, wuchs hier auf. Brandstiftung 1809 (vermuteter Versicherungsbetrug), seit 1817 verlassen.
- Agher Church (mit einem der ältesten Buntglasfenster Irlands) und Agher House in Agher, ca. 4 Kilometer südsüdwestlich von Summerhill. Zwischenzeitlicher Wirkungsort von Jonathan Swift.
- Sender Clarkstown (Clarkstown radio transmitter), früherer Langwellensender, 1988 etwa drei Kilometer östlich von Summerhill errichtet, 2023 abgebrochen.

## Persönlichkeiten
- Roger O’Connor (1762–1834), irischer Schriftsteller und Nationalist
- Feargus O’Connor (1796–1855), irischer Chartist, Mitglied des House of Commons
- Francisco Burdett O’Connor (1791–1871), Offizier der Irischen Legion und bolivianischer Kriegsminister